# Ветельницы
Ветельницы — деревня в Гороховецком районе Владимирской области России, входит в состав Куприяновского сельского поселения.

## География
Деревня расположена в 3 км на юго-запад от центра поселения деревни Выезд и в 6 км на юго-запад от Гороховца.

## История
По писцовым книгам 1628 года деревня входила в состав Красновского прихода, в ней было 6 дворов крестьянских и 2 бобыльских.
В XIX — первой четверти XX века деревня входила в состав Красносельской волости Гороховецкого уезда, с 1926 года — в составе Гороховецкой волости Вязниковского уезда. В 1859 году в деревне числилось 30 дворов, в 1905 году — 50 дворов, в 1926 году — 76 дворов.
С 1929 года деревня входила в состав Куприяновского сельсовета Гороховецкого района, с 2005 года в составе Куприяновского сельского поселения.

## Население
| 1859 | 1905 | 1926 | 2002 | 2010 | 2021 |
| ---- | ---- | ---- | ---- | ---- | ---- |
| 198  | ↗312 | ↗333 | ↘59  | ↘48  | ↗53  |